# Тајмбел
Тајмбел (енгл. Timebelle) је швајцарска група из Берна која је првобитно представљала петочлани бој-бенд састав који су формирали студенти на Бернском универзитету. Касније се групи придружила Мируна коју је као главног вокала поставио продуцент групе, Румун Михај Александру. Група је име добила по Цитлогу, познатој Сат-кули у Берну.
Бенд ће представљати Швајцарску на Песми Евровизије 2017. која ће се одржати у Кијеву, са песмом Apollo. Пре тога су учествовали у швајцарској националној селекцији за представника за Песму Евровизије 2015, али су у финалу завршили други.

## Састав групе

### Садашњи чланови
- Мируна Манеску — главни вокал (Румунија)
- Самјуел Форстер — бубњеви (Швајцарска)
- Емануел Данијел Андреску — саксофон, кларинет, клавир (Румунија)

### Бивши чланови
- Раде Мијатовић — хармоника (Србија)
- Кристоф Сигрист — гитара (Швајцарска)
- Шандор Торок — бас (Мађарска)

## Дискографија

### Синглови
- Singing About Love (2015)
- Desperado (2015)
- Are You Ready (2015)
- Apollo (2017)